# Ida Falander
Ida Amanda Maria Falander, född 6 september 1842 i Stockholm, död där 6 januari 1927, var en svensk xylograf.
Falander studerade xylografi för Carolina Weidenhayn vid Slöjdföreningens skola i Stockholm och teckning vid Konstakademien 1864–1866. Hon antogs som elev 1865 vid den nyinrättade xylografiateljén vid Ny Illustrerad Tidning där hon fick undervisning i reproduktionsxylografi av den från Storbritannien inkallade xylografen Edward Skill. Hon blev snabbt en av de ledande krafterna i ateljén och när Skill avled blev hon föreståndare för ateljén 1874–1877. Hon genomförde en studieresa till England 1870 och medverkade då med illustrationer i Londontidningen The Graphic. Hennes arbete vid  Ny Illustrerad Tidning bestod i dels att undervisa elever i xylografi, dels att utföra illustrationer som publicerades i tidskriften. Hon lämnade Ny Illustrerad Tidning 1877 och arbetade därefter huvudsakligen som fri illustratör. 
Falander arbetade med främst med porträttbilder och reproduktioner av konstverk, vilket räknas som de mest krävande xylografisysselsättningarna; dessutom illustrerade hon många tidningar och böcker. Sitt största samlade arbete gjorde hon med Porträtter af svenska regenter från Gustaf Wasa till Oscar II utförda i xylografi som utgavs 1893. Hon medverkade som xylograf i ett flertal av Carl Larssons illustrerade arbeten och en betydande del av hennes arbeten ingår i 1870-talsårgångarna av Ny Illustrerad Tidning.   
Falander, som var född i Finska församlingen i Stockholm, var dotter till kofferdiskepparen Carl Falander och Amanda Cecilia Selin.
Falander är bland annat representerad vid Nationalmuseum i Stockholm och Uppsala universitetsbibliotek.

## Verk

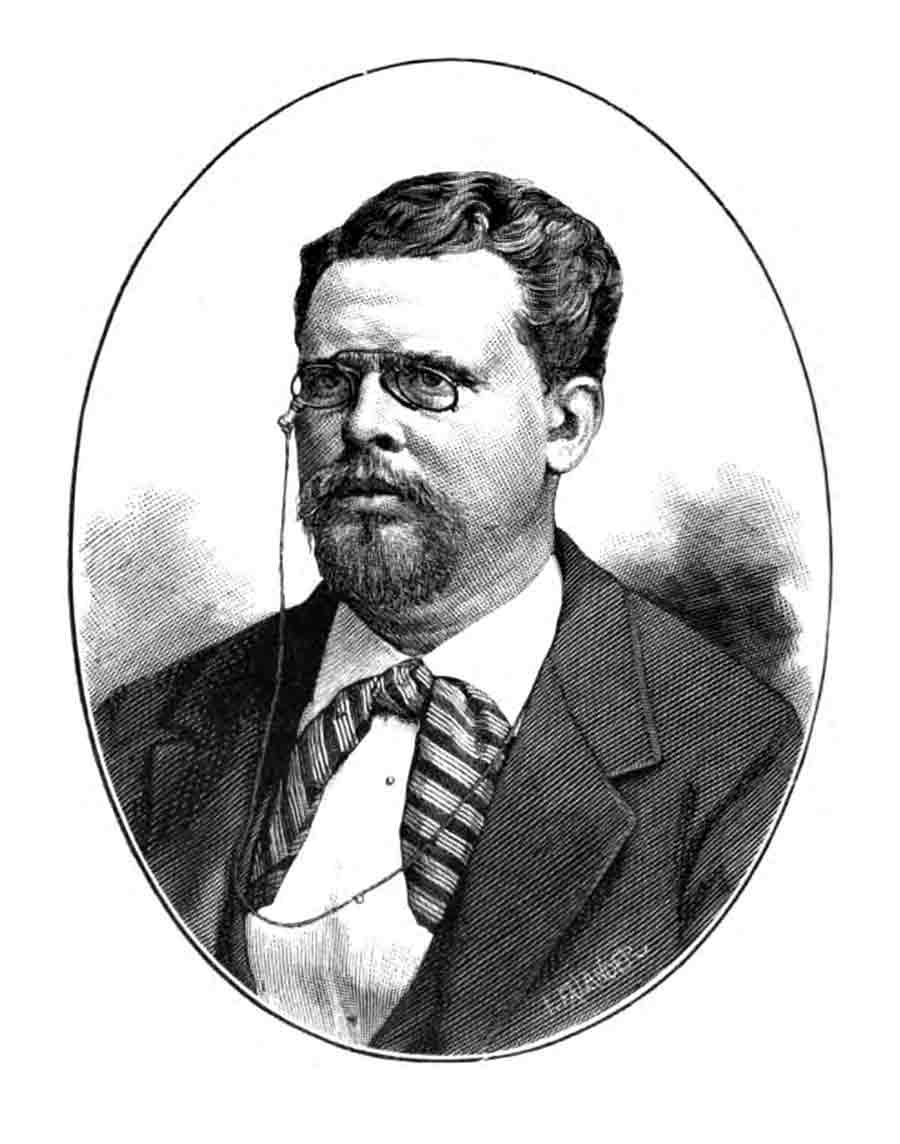
Porträtt av Arvid Ahnfelt
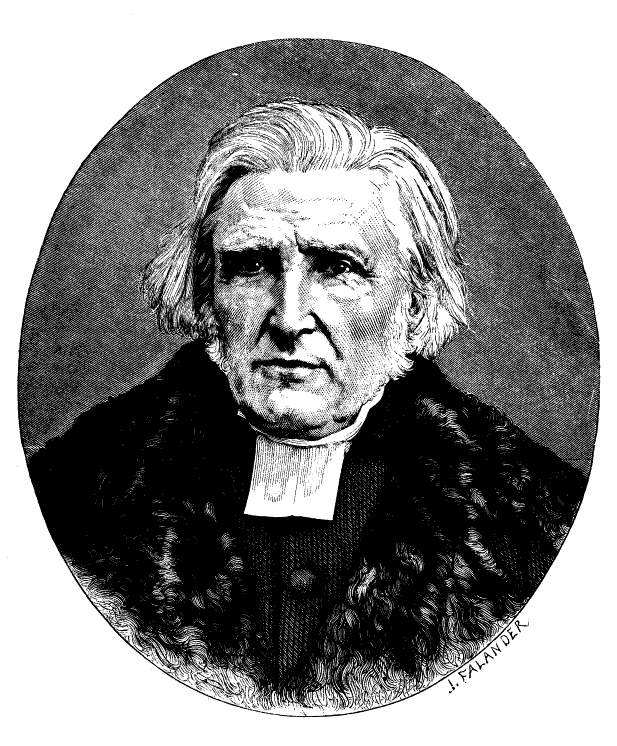
Porträtt av Per Wieselgren
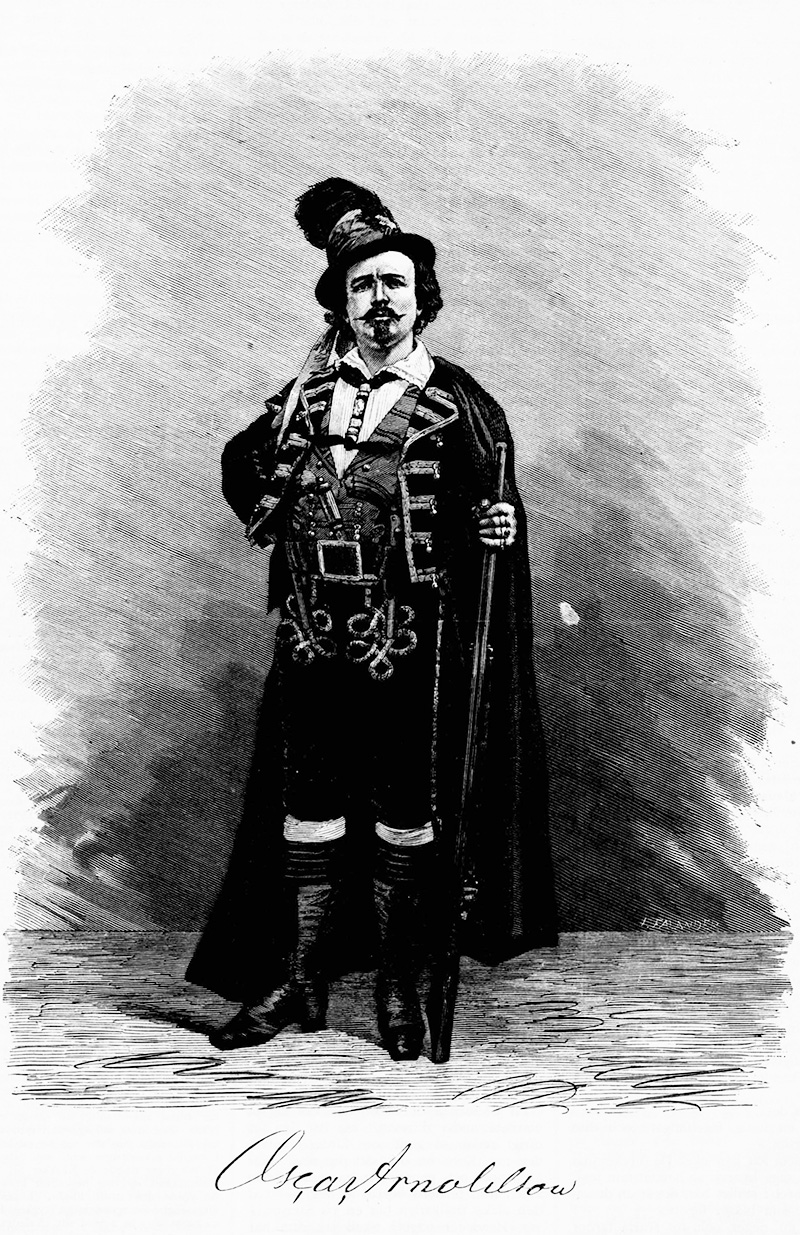
Rollporträtt av Oscar Arnoldson 1881